# Symphonie d'hymnes
La Symphonie d'hymnes est une œuvre composite de Charles Koechlin constituée de cinq mouvements compilés en 1936.

## Présentation
La Symphonie d'hymnes, compilée par Koechlin en 1936, est constituée de cinq mouvements consistant en différents opus du compositeur, :
1. Hymne au soleil, op. 127, composé entre 1930 et 1935, en avant-dernier, dans lequel « une fanfare précède le développement d'un thème énergique par les cuivres, — avant que n'interviennent les cordes, enfin le tutti le plus éclatant[2] » ;
2. Hymne à la nuit, op. 48 no 1, le premier composé, dès 1911[3], au « lyrisme tendre et ténébreux[4] » ;
3. Hymne au jour, op. 110, « plein de luminosité[4] », qui fait appel aux ondes Martenot[4] ;
4. Hymne à la jeunesse, op. 148, le dernier composé[3], inspiré par un poème d'André Gide, qui fait à l'« allégresse du jeune élan vital soutenue par l'exploitation de la bitonalité » se succéder le « recueillement d'un chant tout empreint de grave solennité[4] » ;
5. Hymne à la vie, op. 69, datant de 1919 et faisant office de finale qui se « présente comme un grand choral — les chœurs y entrent comme au finale de la Neuvième symphonie de Beethoven —, sur un texte évoquant la « douleur du monde » dont triomphe « la force de la Vie »[4] ».

L'œuvre, distinguée par le prix Cressent en 1936,, est créée le 14 juin 1938 à Paris, salle Pleyel, lors d'un concert du Chant du Monde, avec la Chorale Yvonne Gouverné et l'orchestre sous la direction de Roger Désormière (interprétée avec comme ordre des mouvements : 1, 3, 2, 4 et 5).
À l'issue de cette première audition publique, Michel-Léon Hirsch relève dans Le Ménestrel une « noblesse formelle bien convaincante [... à l']ampleur sonore au service d'une ample aspiration ».